# Królestwo Merina
Królestwo Merina (także Imerina, Królestwo Madagaskaru) – historyczne królestwo na terenie Madagaskaru istniejące między XVI a XIX wiekiem, będące państwem ludu Merina. Założyli je po 1540 spadkobiercy Andriamanelo, wodza miasta Alasora na wyżynie Imerina położonej w centrum wyspy. 
Za rządów Andrianampoinimeriny (ok. 1745 – ok. 1810) państwo podporządkowało sobie niemal wszystkie pozostałe królestwa na wyspie. W takiej formie dotrwało do czasów francuskiej inwazji w 1883, zakończonej aneksją wyspy 13 lat później. Ostatnią władczynią była Ranavalona III. Duchową stolicą państwa była Ambohimanga, zaś polityczną położona nieopodal Antananarywa, dziś stolica Republiki Madagaskaru.

## Historia
Wyżyny pokrywające większą część malgaskiego interioru zostały skolonizowane przez pochodzący prawdopodobnie z Borneo lud Vazimba pomiędzy 200 rokiem p.n.e. a 300 rokiem naszej ery. Vazimba przypłynęli pirogami i zasiedlili gęste lasy tropikalne w głębi lądu, jednak do XV wieku na ich tereny wkroczył lud Hova. Hova zakładali rządzone przez królów państwa-miasta na szczytach wzgórz i przez wiele pokoleń żyli w pokoju z wcześniejszymi mieszkańcami tych ziem, znane są również dowody na wymianę kulturalną między obiema grupami a także przypadki mieszanych małżeństw.

### Początki państwowości

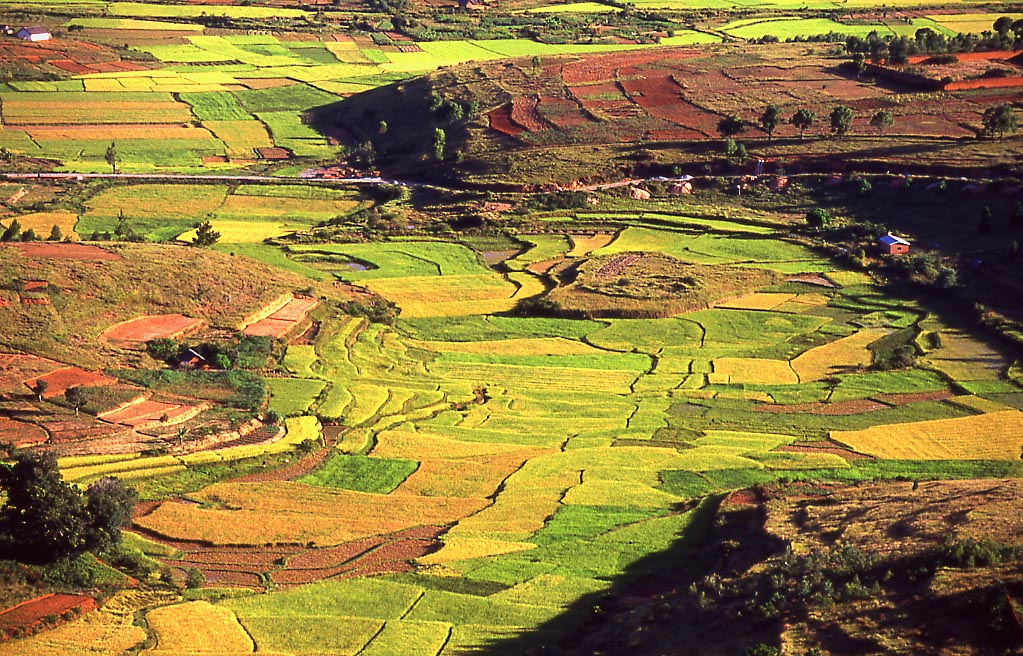
Region Imerina do dziś pokrywają poletka ryżowe.

Pokojowa koegzystencja skończyła się w drugiej połowie XVI wieku, gdy wywodzący się z mieszanego małżeństwa władca Andriamanelo (ok. 1545–1575) rozpoczął serię wojen przeciwko społecznościom Vazimba, zmuszając je do ucieczki lub asymilacji. Adriamanelo przypisuje się pierwsze użycie żelaznych grotów oszczepów na Madagaskarze, co dawało jego wojskom olbrzymią przewagę na polu bitwy.
Jego syn Ralambo (1575–1612) kontynuował politykę ojca: dzięki zręcznej dyplomacji i serii kampanii wojennych udało mu się zjednoczyć pod swoimi rządami większość położonych w głębi lądu terenów, które nazwał Imerina – ziemią ludu Merina. Jako pierwszy władca pozyskał również broń palną od kupców z nadmorskich prowincji utrzymujących kontakty z Portugalczykami i krajami arabskimi. Wprowadził również podatek pogłówny zwany vadin-aina („ceną za bezpieczne życie”), dzięki czemu stworzył stałą armię królewską oraz zaplecze dla niej w postaci królewskich zakładów złotniczych i kowalskich. Armia Ralambo odparła najazd potężnego ludu Betsimisaraka zamieszkującego zachodnie wybrzeża wyspy. Zgodnie z przekazami ustnymi Ralambo był także pomysłodawcą udomowienia zebu dotąd żyjących na wzgórzach Madagaskaru w stanie dzikim. Miał także wynaleźć zagrodę do trzymania bydła oraz zagospodarować bagna pod uprawę ryżu, dzięki czemu w ciągu kilku pokoleń Merina stali się najliczniejszą grupą ludności na wyspie.

### Zjednoczenie wyspy, kryzys i ponowne zjednoczenie
Następca Ralambo, król Andrianjaka (ok. 1612–1630) dokonał ostatecznego podboju ostatnich miast ludu Vazimba i zdobył ich fortecę na wzgórzu Analamanga wraz ze sporych rozmiarów arsenałem broni palnej i prochu. Po przebudowie i rozbudowie królewskich pałaców stała się ona zaczątkiem nowej stolicy Meriny, dzisiejszego miasta Antananarywa. W tym okresie Merina sporadycznie walczyła również z królestwami trudniącego się handlem niewolnikami ludu Sakalawa.
Kryzys nastąpił pod koniec życia króla Andriamasinavalony (1675–1710), który jeszcze za życia podzielił królestwo pomiędzy czterech synów w nadziei, że nauczy to ich współpracy i przyczyni się do lepszej ochrony ziem państwa. Wbrew jego intencjom, jego śmierć w wypadku w 1710 roku rozpoczęła okres zawirowań i wyniszczających wojen pomiędzy dzielnicami państwa. Zakończył się on dopiero 77 lat później z wstąpieniem na tron Andrianampoinimerina (1787–1810), któremu udało się do ok. 1800 roku podporządkować większą część dawnego państwa. Władca rozsyłał również wysłanników do innych plemion zamieszkujących Madagaskar z ofertą wasalizacji, a oporne plemiona przyłączał do swego państwa siłą.
Choć w chwili jego śmierci podbite prowincje wzniosły bunt, jego synowi Radamie I udało się stłumić ich opór, a w 1817 także podbić leżący nad Oceanem Indyjskim port Antsiranana. Radama okazał się zręcznym dyplomatą, skutecznie wykorzystującym animozje między Francją a Wielką Brytanią do własnych celów, otworzył też swoje królestwo na towary i idee z Europy. Jako że ani wyczerpana wojnami napoleońskimi Francja, ani skupiona na podboju Indii Wielka Brytania nie miały dość sił i środków na podbój Madagaskaru, obie potęgi zabiegały o sojusz z lokalnymi władcami. Ostatecznie Radama wybrał sojusz z Wielką Brytanią i za cenę obietnicy zrzeczenia się dalszego handlu niewolnikami uzyskał znaczne przywileje handlowe oraz wsparcie przy dozbrajaniu i szkoleniu armii. Pod wpływem potęg kolonialnych Radama stworzył rząd na wzór europejski, zmodernizował swoją armię oraz zaprosił na wyspę Londyńskie Towarzystwo Misyjne, którego działacze dostosowali do zapisu malgaskiego alfabet łaciński, który wkrótce wyparł używany tam wcześniej wariant alfabetu arabskiego.

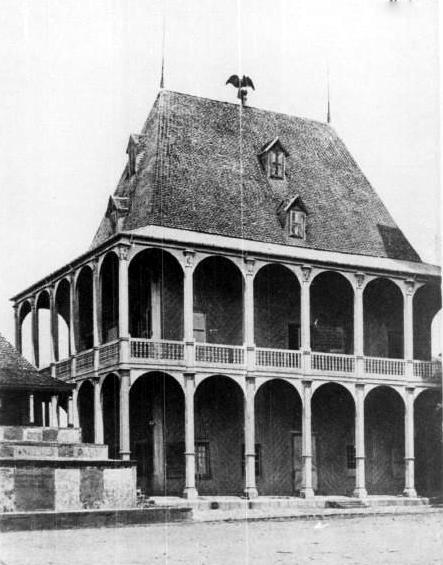
Pałac Tranovola w obrębie kompleksu Rova był jedną z głównych siedzib królów Meriny.

Z pomocą Brytyjczyków Radama pokonał plemię Betsileo zajmujące południową część wyspy, następnie jego armie najechały wschodnie i zachodnie wybrzeża. W 1825 ostatecznie zajął dawną francuską faktorię Fort Dauphin na południu wyspy i tym samym zdołał siłą zjednoczyć praktycznie cały Madagaskar pod swoim berłem. We wszystkich rejonach państwa wznosił ufortyfikowane miasteczka garnizonowe wzorowane na ufortyfikowanej dzielnicy Rova w stolicy i zasiedlane osadnikami z jego ludu. W chwili śmierci jego władzy opierały się jedynie terytoria ludów Mahafaly, Antandroy i Bara na dalekim południu wyspy.
Radama zmarł przedwcześnie 27 lipca 1828 w swym zbudowanym w europejskim stylu pałacu Tranovola, najprawdopodobniej z powodu zaawansowanego alkoholizmu, choć podejrzewano również, że król został otruty przez żonę (a zarazem kuzynkę), która zastąpiła go na tronie jako królowa Ranavalona I. Jej rządy oparte były przede wszystkim o lokalnych arystokratów, których Radama odsunął od władzy w imię modernizacji i europeizacji państwa. Dlatego za najważniejsze wyzwanie uznała zdystansowanie Madagaskaru od wpływów brytyjskich, zarówno gospodarczych i politycznych, jak i religijnych. W 1828 brytyjski konsul oraz Brytyjczycy zajmujący ważne stanowiska zostali wygnani z wyspy, a wszystkie wcześniejsze traktaty z Wielką Brytanią zostały uznane za niebyłe. Do 1835 praktykowanie chrześcijaństwa zostało oficjalnie zakazane a jego wyznawców spotykały surowe represje. Nastąpił okres kompletnej izolacji dyplomatycznej i handlowej Meriny, który spowodował znaczące uszczuplenie zapasów prochu, broni i dóbr luksusowych. By zażegnać kryzys, w 1836 Ranavalona wysłała misję dyplomatyczną w celu ponownego nawiązania kontaktów z Francją i Wielką Brytanią, jednak misja się nie powiodła, a w 1846 obie potęgi dokonały ataku na Tamatawę, znaczący port na wschodnim wybrzeżu. W efekcie Ranavalona wydaliła z wyspy wszystkich zagranicznych kupców i ogłosiła embargo na eksport ryżu i wołowiny z wyspy.
Izolacja Meriny zakończyła się po wstąpieniu na tron syna Ranavalony, księcia Rakoto, który przyjął imię Radamy II. Przywrócił on kontakty dyplomatyczne z potęgami europejskimi, podpisał traktat o przyjaźni z Francją w którym został uznany za suwerena „Królestwa Madagaskaru” oraz zezwolił na powrót chrześcijańskich misjonarzy na wyspę. Sponsorowany przez Brytyjczyków protestantyzm i wspierany przez Francję katolicyzm zapuściły korzenie na wyspie. Brytyjscy misjonarze otworzyli wiele dziesiątek szkół, także w mniejszych miejscowościach, dzięki czemu ostatecznie w 1881 roku na całym obszarze królestwa wprowadzono obowiązek szkolny dla dzieci od lat 7. W 1862 otwarto także pierwsze na wyspie ambulatorium, przekształcone wkrótce w szpital. Radama II zwolnił także wielu więźniów politycznych z plemion podbitych przez jego matkę, co przyczyniło się do poprawy sytuacji wewnętrznej kraju. Król w coraz większym stopniu opierał swoje rządy na obcokrajowcach, pod naciskiem Napoleona III specjalnym edyktem przyznał również jednemu z nich, francuskiemu poszukiwaczowi przygód Lambertowi wyłączne prawa do wykonywania prac publicznych na wyspie. Jego reformatorskim i liberalnym zapędom sprzeciwiały się kręgi konserwatywne wśród kasty Hova, lokalnej bogatej klasy średniej, ale również umiarkowanie reformatorski premier Rainivoninahitriniony. Ostatecznie w wyniku zamachu stanu 12 maja 1863 konserwatyści pod wodzą premiera poderwali wojsko w stolicy, a grupa oficerów udusiła króla jedwabnym szalem w jego komnatach.

### Modernizacja i droga ku monarchii konstytucyjnej

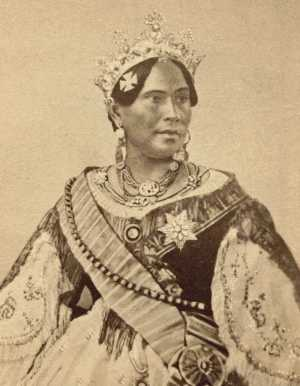
Królowa Rasoherina w stroju reprezentacyjnym; fotografia wykonana ok. 1865

Śmierć Radamy II i wypadki następujące po niej przyczyniły się do stopniowego przekształcenia Meriny z królestwa absolutystycznego w monarchię konstytucyjną, rządzoną pośrednio lub bezpośrednio przez oligarchię kasty Hova. Po usunięciu władcy, premier Rainivoninahitriniony przejął kontrolę nad armią i poślubił dotychczasową królową małżonkę, która odtąd oficjalnie została głową państwa jako Rasoherina. W praktyce jednak to premier stał się najważniejszą i najpotężniejszą osobą na Madagaskarze, a królowa została zmuszona do podpisania dokumentu zabraniającego jej m.in. picia alkoholu, nadawania praw i wydawania wyroków śmierci bez zgody zdominowanej przez stronników jej męża rady.
Mimo dojścia do władzy dzięki poparciu konserwatystów domagających się powrotu do izolacjonistycznej polityki Ranavalony I, zarówno premier jak i jego najbliższe otoczenie stanowili grupę umiarkowanie proeuropejską. Z tego powodu tarcia między konserwatystami a frakcją dążącą do dalszego otwierania się Madagaskaru na świat nasilały się. Ostatecznie w rok po ślubie Rasoherina odsunęła swojego nowego męża od władzy i zastąpiła go jego młodszym bratem, Rainilaiarivoną, z którym niedługo później wzięła ślub. Rainilaiarivony pozostał u władzy do końca istnienia państwa, kolejno poślubiając dwie kolejne królowe: Ranavalonę II (w 1868) i Ranavalonę III (w 1883).
Zmiany ustrojowe scementował przyjęty w 1868 zbiór praw, będący formą pośrednią między konstytucją a kodeksem karnym. Początkowo konstytucja składała się ze 101 artykułów, z biegiem czasu rozszerzano ją o kolejne prawa. Ostateczną formę przyjęła w marcu 1881 roku. W tym czasie zniesiono m.in. odpowiedzialność rodziny za przewiny jednego z jej członków, a w 1876 stworzono sieć trzech Sądów Najwyższych oraz urzędników sądowych w mniejszych miejscowościach, których zadaniem było ferowanie wyroków w imieniu suwerena, choć ostateczną instancją odwoławczą pozostawał premier.
W 1872 premier powrócił także do planów modernizacji wojska, ponownie w oparciu o brytyjskich instruktorów i sprzęt importowany z Wielkiej Brytanii i Stanów Zjednoczonych Ameryki. W między 1876 a 1879 wprowadzono także obowiązkową służbę wojskową dla mężczyzn na okres 5 lat, coroczne badania medyczne żołnierzy i zakaz handlu patentami oficerskimi. Dzięki wystawieniu potężnej armii liczącej ok. 30.000 zawodowych żołnierzy możliwe stało się ostateczne zduszenie powstań i ruchów odśrodkowych, dotąd regularnie wybuchających w podbitych prowincjach. W 1875 rząd malgaski sfinansował utworzenie własnych służb medycznych, które do końca tej dekady składały się głównie z lekarzy lokalnego pochodzenia. Choć prawa do ziemi przyznane obcokrajowcom stały się jednym z powodów obalenia Radamy II, a jeden z artykułów konstytucji wprost zakazywał sprzedaży ziemi obcokrajowcom pod karą śmierci, w latach 80. rząd Meriny zaczął coraz szerzej przyznawać koncesje na eksploatację bogactw naturalnych wyspy w celu przyspieszenia wzrostu gospodarczego.

### Kolonializm i walka o utrzymanie suwerenności
Od śmierci Radamy II rząd Madagaskaru zabiegał o polepszenie swoich stosunków z potęgami europejskimi. Utrzymywał zakaz handlu niewolnikami (sporadycznie łamany przez europejskich kupców), zakaz handlu mocnym alkoholem i coraz lepsze kontakty handlowe z Wielką Brytanią, Francją i jej koloniami. Jednak przez Francję, a szczególnie przez urzędników i kupców działających we francuskich koloniach na Pacyfiku, Madagaskar od lat 60. XIX wieku w coraz większym stopniu traktowany był jak część francuskiej strefy wpływów, a nie niezależne państwo. Choć oficjalnie Francja uznawała prawa królów Madagaskaru, rościła sobie prawa do dawnych faktorii przyznanych wcześniejszymi traktatami z władcami ludów, które dopiero później znalazły się pod kontrolą Meriny. Lobby katolickie domagało się ukrócenia protestanckich wpływów brytyjskich na wyspie, urzędnicy z Reunionu uznawali podbój Madagaskaru za możliwe rozwiązanie problemu przeludnienia ich kolonii, a w Paryżu w siłę rosła także frakcja zwolenników rozszerzania francuskich wpływów kolonialnych.

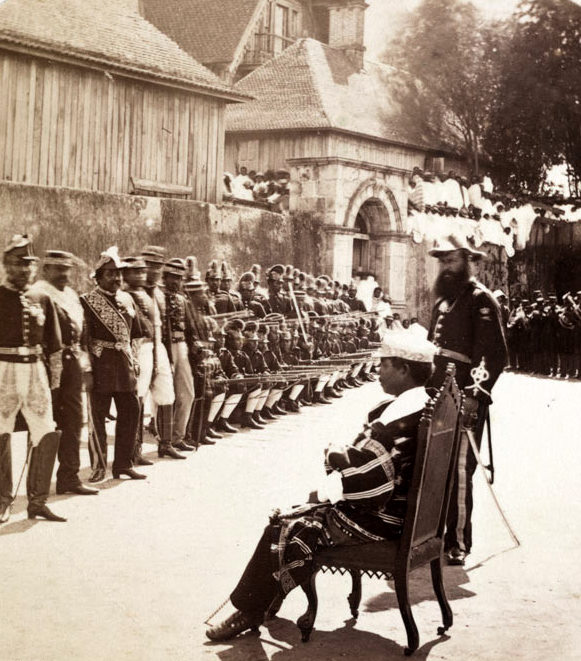
Premier Rainilaiarivony dokonuje przeglądu wojska w obecności dworu i orkiestry dętej; zdjęcie autorstwa misjonarza Johna Parretta, wykonane prawdopodobnie przed 1873 rokiem

Ostatecznie w maju 1883 roku wojska francuskie dokonały inwazji Madagaskaru i zajęły Tamatawę, a marynarka wojenna zbombardowała porty na północy i wschodzie wyspy. Armia Meriny ze zmiennym szczęściem odpierała francuskie ataki na kolejne regiony kraju, jednak nie mogła przeciwstawić się francuskiej flocie, ani równie szybko przerzucać wojska wzdłuż wybrzeży. Ostatecznie w grudniu 1885 w Tamatawie podpisano traktat pokojowy. Wedle władców Meriny, traktat de facto przywracał status quo z wyjątkiem enklawy Diego Suarez przekazanej Francji pod kontrolę oraz wysokich reparacji wojennych. Jednocześnie francuskie władze interpretowały jego niedoprecyzowane założenia jako zgodę Madagaskaru na stanie się francuskim protektoratem. Z tego powodu napięcia między Meriną a francuskimi rezydentami i kupcami narastały. Wkrótce po nastaniu pokoju wojska francuskie rozszerzyły strefę wpływów w okolicach Diego Suarez, niemal od razu rozpoczął się także konflikt polityczny. Francuscy rezydenci bezskutecznie domagali się exequatur jako potwierdzenia zwierzchności Francji nad Madagaskarem, premier Rainilaiarivony konsekwentnie odmawiał, podkreślając swoją pozycję jako władcy niezależnego państwa. 
By spłacić reparacje, rząd malgaski został zmuszony do zastawienia wpływów z ceł pobieranych w sześciu największych portach wyspy, co dodatkowo utrudniło i tak skomplikowaną sytuację ekonomiczną państwa. Konieczne stało się także przyznanie dalszych koncesji wydobywczych obcokrajowcom, podwyższenie podatków i zwiększenie wymiaru pańszczyzny (malg. fanompoana). Malgasze uciekający przed pracą przymusową masowo zasilali szeregi zbrojnych band, które rosły w siłę do tego stopnia, że w 1888 udało im się splądrować Ambohimangę a w dwa lata później - także stolicę. W państwie nasilał się kryzys wewnętrzny, wzmacniany także przez napięcia religijne wywołane przejściem królowej i sporej części lokalnej arystokracji na chrześcijaństwo. Władza, która dotąd opierała się w dużej mierze na wsparciu starszyzny strzegącej lokalnych idoli (malg. sampy), znalazła się w konflikcie ze sporą częścią społeczeństwa nadal wyznającą tradycyjną religię malgaską. Wszystko to przyczyniło się do rozkładu państwa i drastycznego spadku popularności starzejącego się premiera Rainilaiarivony'ego, przeciw któremu kolejne spiski zawiązywały nawet jego własne dzieci. 

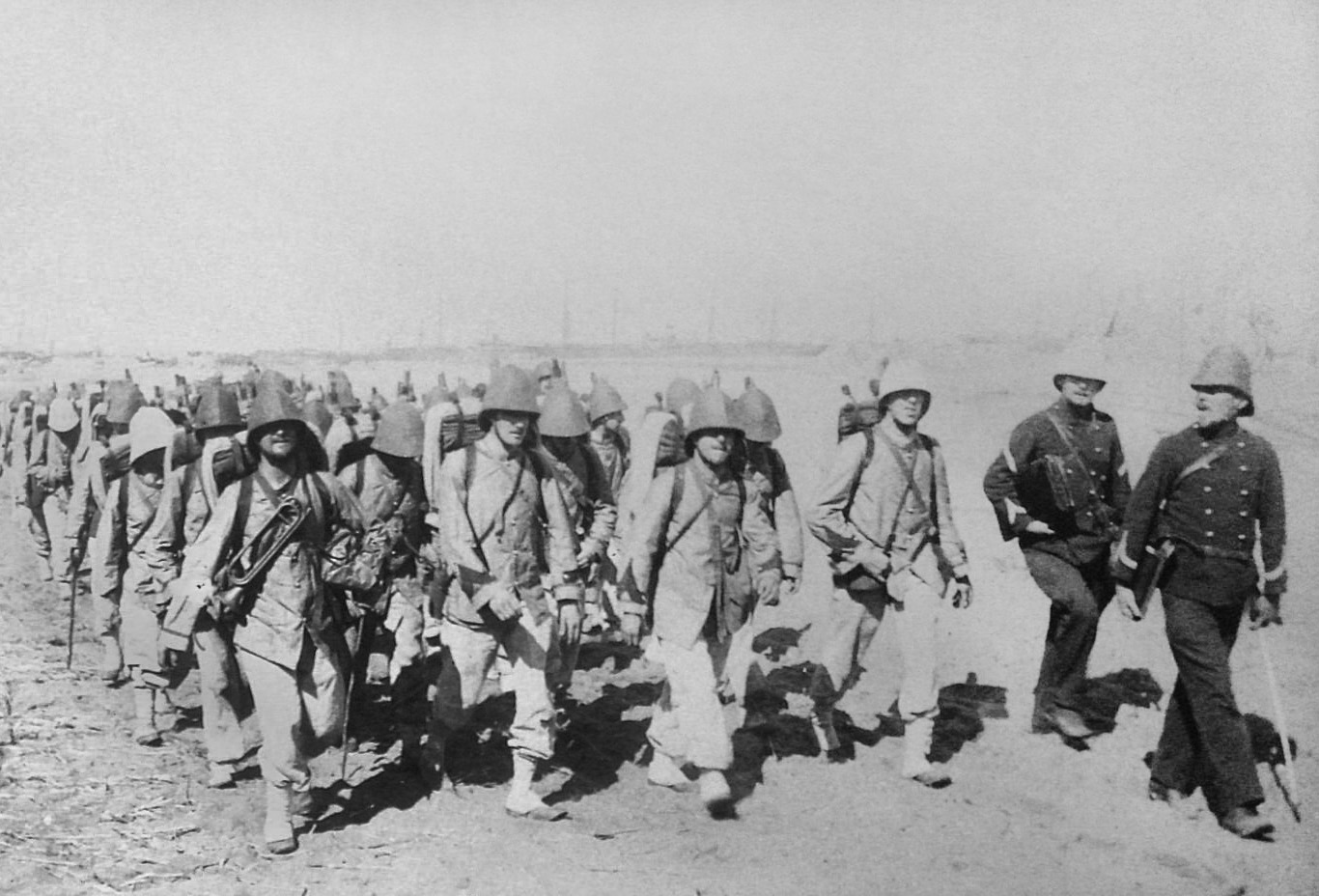
Francuski 40. batalion strzelców pieszych ląduje w Majundze, maj 1895

Ostatecznie w 1894 parlament Francji zdecydował o wypowiedzeniu Merinie kolejnej wojny. Korpus ekspedycyjny pod dowództwem generała Jacques’a Duchesne w kilku potyczkach rozgromił nieliczne siły wciąż wierne królowej i rządowi, a większość armii malgaskiej zmusił do ucieczki. 30 września 1895 wojska francuskie zajęły stolicę bez walki, łamiąc tym samym opór schrystianizowanej elity. 28 lutego 1897 generał Joseph Gallieni ogłosił obalenie monarchii, wkrótce potem Francuzi znieśli wszelkie przywileje lokalnej arystokracji i rozszerzyli system pańszczyzny na całą wyspę - odtąd każdy mężczyzna między 16 a 60 rokiem życia miał przez 50 dni w roku pracować za darmo na rzecz francuskiej administracji.
Przeciw francuskim najeźdźcom bunt podniosły warstwy niższe, wyznające tradycyjną religię. Już w listopadzie 1895 wokół Amboanany wybuchła rewolta, która z czasem rozszerzyła się na kolejne prowincje. Partyzantka zwana Menalamba domagała się wypędzenia Francuzów, ale także przywrócenia czci sampy, zakazania głoszenia chrześcijaństwa i gruntownego oczyszczenia skorumpowanych warstw wyższych. Powstańcom udało się zająć Aribonimano i rozległe tereny na północy i południu Imeriny. Francuskie wojska nie angażowały się w walkę z partyzantami, którzy z czasem utracili poparcie społeczne u wyniszczonej wysokimi podatkami i pracą pańszczyźnianą ludności, dzięki czemu wojska podległe lokalnej arystokracji wkrótce przywróciły porządek w większości kraju. W niektórych regionach Menalamba przerodziła się w zbrojny opór podbitych przez Merina ludów przeciw osadnikom i lokalnej arystokracji wywodzącej się z Meriny. Ostatecznie nasilenie walk partyzanckich opadło pod koniec 1896, gdy generał Joseph Gallieni zastąpił urzędników Meriny własnymi ludźmi, rekrutowanymi spośród lokalnych wodzów. Mimo zbrojnego oporu, do ok. 1904 roku Francuzom udało się także podbić niezależne dotąd od Meriny państewka ludu Sakalawa na zachodnim wybrzeżu. 6 sierpnia 1896 francuskie Zgromadzenie Narodowe przegłosowało jednostronną aneksję całego Madagaskaru. Rewolty przeciw władzy kolonialnej trwały jednak jeszcze do 1917 roku.

## Społeczeństwo
Początkowo państwo Imerina obejmowało swoim zasięgiem jedynie terytoria klanów ludu Merina, do dziś jednej z najliczniejszych grup etnicznych Madagaskaru. 
W XIX wieku, za czasów rządów Ranavalony II, rekrutująca się przeważnie spośród grupy plemiennej Merina klasa wyższa społeczeństwa Imeriny przyjęła protestantyzm. Warstwy niższe, zarówno potomkowie ubogich chłopów Merina, jak i potomkowie niewolników importowanych z Afryki Kontynentalnej, w dużej części przyjęli katolicyzm. Tym samym obowiązujące od wieków podziały klasowe i kastowe nabrały również wymiaru religijnego, widocznego do dziś w społeczeństwie malgaskim.